# Rail
Rail – wszelkiego rodzaju rurki i poręcze, na których można wykonywać triki (grindy lub ślizgi) na deskorolkach, snowboardach, nartach, BMX-ach, fingerboardach lub rolkach. Używane również przy ewolucjach na skimboardzie na wodach śródlądowych.